# Болгари Молдови

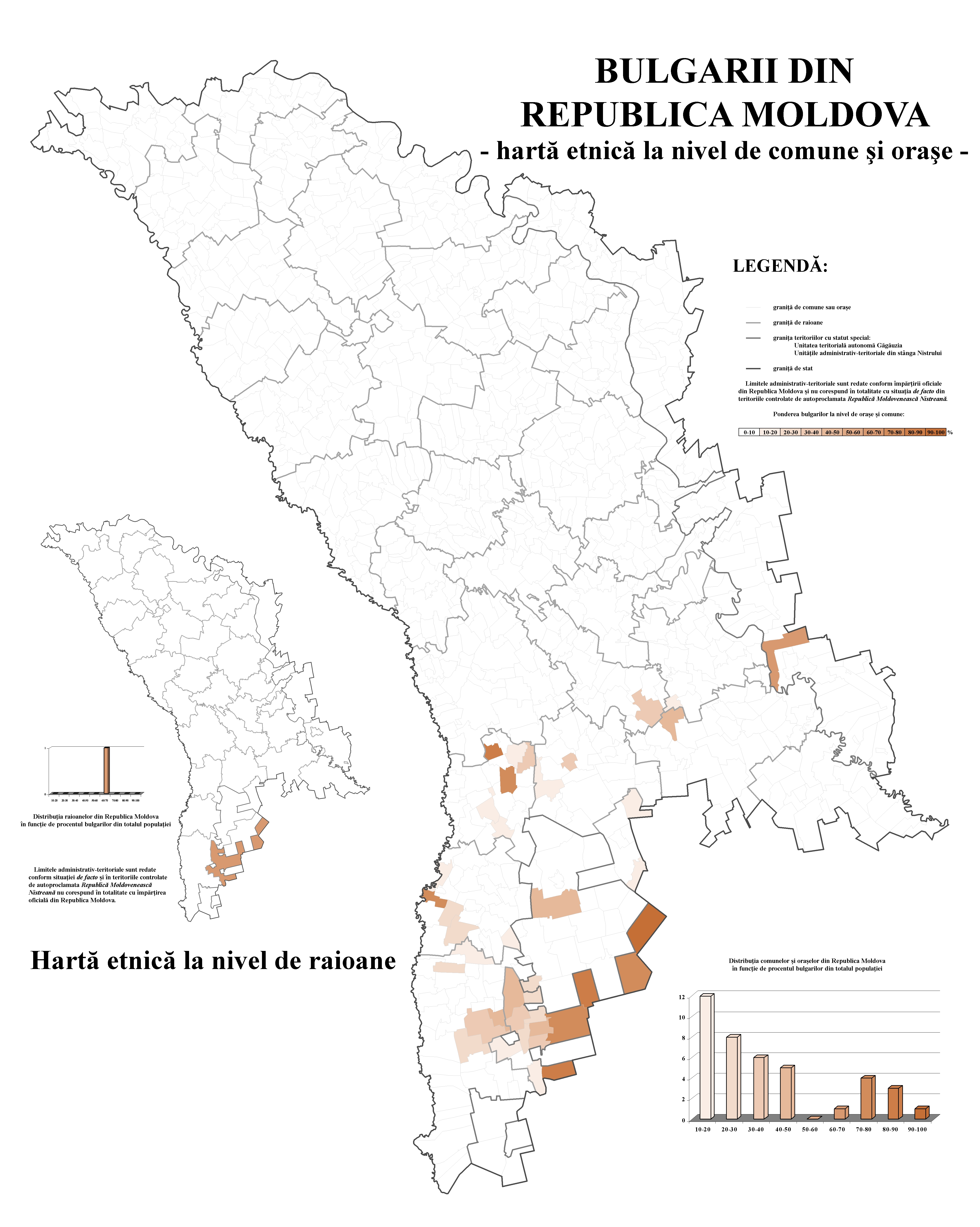
Питома вага болгар у Молдові

Болгари (болг. Българи в Молдова, рум. Bulgarii din Republica Moldova) — шостий за чисельністю народ республіки Молдова, який становить 1,9 % її населення за переписом 2004 року. Сформувалися як особлива етнокультурна спільнота за умов незалежної республіки Молдова після розпаду СРСР 1991 року. У Російській імперії були частиною спільноти званої бессарабські болгари.

## Володіння мовами
За переписом 2004 року 53 178 осіб вказали рідною болгарську мову, що складає близько 1,1 % населення республіки. Для болгар республіки характерна висока частка тих, хто зберіг рідну мову: болгари з рідною мовою болгарською склали 81,0 %, але 13,9 % рідною мовою вказали російську. Незважаючи на це, кожен третій болгарин зазвичай розмовляє російською, а 7,1 % болгар — молдавською.
69,23 % болгар-містян і 90,55 % болгар-селян називають рідною болгарську, хоча зазвичай на ній говорять набагато рідше. Російську мову назвали рідною 9134 болгарини (13,9 % болгар). При цьому 25,08 % болгар-містян і 4,83 % відсотка болгар-селян вважають російську рідною. Молдавську мову назвали рідною 2766 осіб, або 4,21 % болгар Молдови, у тому числі 4,91 % містян та 3,64 % селян.

## Географічний розподіл
Загалом у республіці Молдова (за винятком ПМР) за переписом 2004 року проживало 65 тисяч болгар. Найбільш висока концентрація болгарського населення в Тараклійському (65,6 % або 28,5 тисяч) та Бессарабському районах (5,33 %), в автономному регіоні Гагаузія — 5,2 % чи 8 тисяч. За переписом 2004 44 % болгар республіки проживало в Тараклійському р-ні. У ньому розташовані два міста з болгарською більшістю: Твардіца (91,7 %) і Тараклія (78,0 %).

## Політична активність
За умов незалежної Молдови болгарська громада залишається політично активною. Представники громади встигли провести успішний референдум щодо відділення Тараклійського р-ну від Кагульського, а також два загальнореспубліканські собори (другий пройшов 14 квітня 2014 року), на яких обговорювалися питання збереження національно-культурної автономії, а також можливого входження до складу АР Гагаузія.

## Етногенез та міжетнічні відносини
У XIX столітті всі переселенці з османської Болгарії іменувалися «болгарами», проте всеросійський перепис 1897 за мовною ознакою з болгар виділилися також етнічні гагаузи та арнаути. Вища народжуваність гагаузів, і навіть їх велика етнічна стійкість призвели до поступової асиміляції гагаузами значної частини бессарабських болгар. Випадки зворотної асиміляції гагаузів у болгарське середовище спостерігалися, але вони були більш рідкісними. В цілому, болгари і гагаузи зберігають етнічну рівновагу тільки в тих селах, де їх спочатку оселилося приблизно порівну (Кірсова). В інших випадках чисельне переважання гагаузів з часом зросло у багато разів. Так якщо на початку XX століття співвідношення гагаузів і болгар у населенні Комрата становило приблизно 2:1, то до кінця ХХ у гагаузів тут була 14-кратна перевага над болгарами. Соцопитування початку XXI століття підтвердили побоювання молдавських болгар півдня країни з приводу асиміляції в гагаузькій етнічній спільноті, незважаючи на спільність сучасної мовної (російськомовність) та культурного середовища обох народів.